# László Lukács
László Lukács, född 24 oktober 1850 i Zalatna, död 23 februari 1932 i Budapest, var en ungersk politiker. Han var bror till Béla Lukács. 
Lukács invaldes 1878 i ungerska riksdagen, var länge anställd i finansministeriet, en tid som understatssekreterare, och innehade i flera ministärer finansportföljen från februari 1895 till ministären István Tiszas avgång i juni 1905 (en anonym redogörelse, på ungerska, för Lukács tioåriga verksamhet som finansminister utkom 1905.) Han förde vid flera tillfällen som monarkens särskilda förtroendeman (homo regius) viktiga underhandlingar för att återställa ordnade parlamentariska förhållanden och vid politiska konflikter åstadkomma uppgörelse mellan kronan och partiledarna inom riksdagen samt avslog därvid gång efter annan den honom erbjudna posten som ministerpresident. Han hade i januari 1910 framstående andel i tillkomsten av Károly Khuen-Hédervárys ministär, vilken han tillhörde som finansminister. Han blev slutligen, i april 1912, ministerpresident, men tvingades avgå i juni 1913 till följd av skandalösa penningtransaktioner med ett koncessionssökande bolag.